# 추크폰페이어군
추크폰페이어군(영어: Chuukic–Pohnpeic languages, Trukic-Ponapeic)은 추크어군과 폰페이어군이라는 두 방언연속체가 이루는 미크로네시아어군의 하위 어군이다. 추크폰페이어군은 미크로네시아어군에서 서쪽 끝에 위치하며 역사적으로 가장 최근에 분화했다.

## 분류
- 폰페이어군 (Pohnpeic)
- 추크어군 (Chuukic)

## 고유 혁신 사항
나머지 핵심 미크로네시아어군 언어들과 구별되는 추크폰페이어군만의 고유한 혁신 사항에는 미크로네시아조어로부터의 역사적 음운 변동이 있다.

### 역사적 음운 변동
추크폰페이어군은 오세아니아조어와 미크로네시아조어로부터의 역사적 음운 변동을 공유하기도 하고, 추크어군과 폰페이어군 각각에 고유한 후대의 혁신 사항도 있다.
| 오세아니아조어   | *mp | *mp,ŋp | *p | *m | *m,ŋm | *k | *ŋk   | *ŋ | *y | *w | *t |    | *s,nj | *ns,j | *j | *nt,nd | *d,R | *l | *n | *ɲ |
| 미크로네시아조어 | *p  | *pʷ    | *f | *m | *mʷ   | *k | *x    | *ŋ | *y | *w | *t | *T | *s    | *S    | *Z | *c     | *r   | *l | *n | *ɲ |
| 추크폰페이조어   | *p  | *pʷ    | *f | *m | *mʷ   | *k | *∅,r1 | *ŋ | *y | *w | *t | *j | *t    | *t    | ∅  | *c     | *r   | *l | *n | *ɲ |

1 /a/ 앞.

## 재구된 어휘
| 추크폰페이조어 | 한국어 해석         | 오늘날의 대응형                                                    |
| -------------- | ------------------- | ------------------------------------------------------------------ |
| *awa           | 입                  | 캐롤라인어 aaw, 폰페이어 aaw                                       |
| *faa           | 용감하다, 강하다    | 추크어 fa '용감하다, 용맹하다', 모킬어 pa '재능이 있다'            |
| *fawo-ni-pei   | 폰페이 섬의 이름    | 월레아이어 fóólopei, 폰페이어 Pohnpei                              |
| *kurupʷu       | 작은 풋코코넛       | 추크어 kurupʷ, 폰페이어 kurupʷ '덜 익은 코코넛'                    |
| *pirafa        | 훔치다              | 모르틀록어 púraf, 핀지랩어 pirap                                   |
| *waiya         | 여행, 외국에서 왔다 | 캐롤라인어 weey '여행하다', 폰페이어 way '외국에서 왔다, 해외에서' |
| *woro-         | 목                  | 추크어 woro-mi '삼키다', 폰페이어 wɛrɛ '그의 목'                   |